# 千葉市立山王中学校
千葉市立山王中学校（ちばしりつ さんのうちゅうがっこう）は、千葉県千葉市若葉区にある男女共学の市立中学校。

## 校区
若葉区と稲毛区の両区にまたがる。

## 所在地
〒264-0021 千葉県千葉市若葉区若松町774番地

## 教育目標
叡智・健康・心
知性を磨き、豊かな感性を持ち、心身ともに健康で、自律できる生徒の育成

## 著名な出身者
- 笛木靖宏 - 第14回世界陸上競技選手権大会400メートルハードル出場[2]。
- 基流・ザ・ビャー - キックボクサー
- 加藤弘堅 - プロサッカー選手（ギラヴァンツ北九州）